# Siki Martina
Siki Martina (13 mei 1991 - Rotterdam, 10 juli 2022) was een Curaçaose dj en producer afkomstig uit Rotterdam.

## Biografie
Martina groeide op in Rotterdam, aan de Bermdijk in de wijk Hordijkerveld in het stadsdeel IJsselmonde. In een interview met het AD zei hij over zijn jeugd: ‘Terugdenkend aan die periode in mijn leven, zie ik de roofovervallen, schiet- en steekpartijen in de bosjes van IJsselmonde nog helder voor me. Als kind kwam je vanzelf in het criminele circuit terecht. Mijn buurjongen zat erin, dus ik ook.’ Martina raakte in het verleden betrokken bij een ripdeal en moest naar eigen zeggen ‘rennen voor zijn leven’ omdat er iemand ‘met een vuurwapen stond te zwaaien’. Hij vertrok daarop naar zijn vader in Curaçao. ‘Als ik in die periode in Nederland was gebleven, dan was het slecht met me afgelopen.’ Terug in Nederland maakte hij een mbo-studie af, werd onderhoudsmonteur voor Ziggo, dj/producer en acteur.
Hij produceerde onder meer voor Frenna. Ook speelde hij vroeger in een brassband.

### Dood
Martina werd zondagavond rond 21:30 doodgeschoten op het parkeerdek bij metrostation Coolhaven. Volgens het OM is door drie personen geschoten, op de parkeerplaats zijn elf hulzen van met drie verschillende wapens verschoten kogels aangetroffen; de wapens zelf zijn tot dusver onvindbaar. Martina werd in de romp geraakt en overleed. Zijn neef Marvin was ook betrokken bij de schietpartij. In de twee daaropvolgende weken werden achtereenvolgens verdachten Christopher L. (31) en Ruchelo C. (32) aangehouden.
Het OM gaat uit van het volgende scenario. Martina en zijn neef stapten in de auto bij Christopher L. en Ruchelo C. Ze zouden een afspraak hebben om een vuurwapen te kopen, wat uitliep op een ruzie. Bij de ruzie op het parkeerdek hebben drie mensen geschoten: Christopher L., Ruchalo C. en de neef van Martina. Ter plaatse en in een gehuurde zwarte Mercedes zijn veel hulzen gevonden en meerdere kogels. Alleen Martina zou geen wapen hebben gebruikt. Het is onduidelijk wie als eerste heeft geschoten. De verdachten legden daar tegenstrijdige verklaringen over af. Van de schietpartij zijn geen camerabeelden. Wel hebben getuigen gefilmd direct nadat er was geschoten. Daarop zijn de Mercedes met kogelgaten te zien, twee verdachten en het slachtoffer. Ruchalo C. zat in de auto, volgens eigen zeggen ‘in elkaar gedoken om de kogels te ontwijken.’
Ooggetuigen zagen een donkere auto wegrijden na de schietpartij. Deze zwarte Mercedes is later teruggevonden met kogelinslagen.
Martina laat zijn vriendin, zangeres Sarita Lorena, een dochter en een zoon na.